# Litewska Partia Narodowo-Demokratyczna
Litewska Partia Narodowo-Demokratyczna (lit. Lietuvos nacionaldemokratų partija, LNDP) – litewska nacjonalistyczna partia polityczna założona w 1999 roku. 
Powstała w 1999 roku z inicjatywy Rimantasa Smetony, który został jej pierwszym przewodniczącym. Później funkcję tę pełnili kolejno: Kazimieras Uoka (2001–02) i Mindaugas Murza (2000–07). Obecnie na jej czele stoi Žilvinas Razminas. 